# 阿南市立中野島小学校
阿南市立中野島小学校（あなんしりつ なかのしましょうがっこう）は、徳島県阿南市上中町にある公立小学校。

## 概要
卒業後は阿南市立阿南第一中学校へ進学する。

### 校訓
- 誠実
- 力行

## 沿革
- 1875年（明治8年） - 小学校を創設。
- 1886年（明治19年） - 公立中原尋常小学校を設立。
- 1913年（大正2年） - 那賀郡中野島尋常高等小学校と改称。
- 1941年（昭和16年） - 中野島村中野島国民学校と改称。
- 1947年（昭和22年） - 中野島村中野島小学校と改称。
- 1954年（昭和29年） - 那賀郡富岡町中野島小学校と改称。
- 1958年（昭和33年） - 町村合併により阿南市中野島小学校となる。

## 通学区域が隣接する学校
- 阿南市立横見小学校
- 阿南市立宝田小学校
- 阿南市立長生小学校
- 阿南市立大野小学校
- 阿南市立岩脇小学校
- 阿南市立平島小学校